# Apogonia rufoaenescens
Apogonia rufoaenescens är en skalbaggsart som beskrevs av Leon Fairmaire 1893. Apogonia rufoaenescens ingår i släktet Apogonia och familjen Melolonthidae. Inga underarter finns listade i Catalogue of Life.